# Gloria Ford Gilmer
Gloria Ford Gilmer (* 25. Juni 1928 in Baltimore, Maryland; † 25. August 2021 in Milwaukee, Wisconsin) war eine amerikanische Mathematikerin und Hochschullehrerin. Sie war von 1980 bis 1982 die erste Afroamerikanerin im Board of Governors der Mathematical Association of America. Ein Schwerpunkt ihrer Forschung lag in der Ethnomathematik .

## Leben und Werk
Gilmer wurde als Gloria Ford in Baltimore geboren und studierte an der Morgan State University, wo sie in der Klasse von 1949 war und ihren Bachelor of Science erwarb. Dort veröffentlichte sie 1956 mit Luna Mishoe zwei Forschungsarbeiten, welche die ersten beiden Forschungsarbeiten waren, die von einer Afroamerikanerin veröffentlicht wurden. Sie war dort auch Schülerin von Clarence F. Stephens. Anschließend erwarb sie einen Master of Arts in Mathematik an der University of Pennsylvania und forschte dann im Bereich der Ballistik der Aberdeen Proving Ground der United States Army.
Bevor sie promovierte, unterrichtete sie an sechs verschiedenen historisch afroamerikanischen Colleges und Hochschulen. Sie begann ihre Promotion an der University of Wisconsin–Madison, nach einem Jahr widmete sie sich dann der Familie und der Erziehung ihrer Kinder. Anschließend promovierte sie an der Marquette University mit der Dissertation: Effects Of Small Discussion Groups On Self-Paced Instruction In a Developmental Algebra Course.
In den frühen 1980er Jahren war Gilmer die erste afroamerikanische Frau im Board of Governors der Mathematical Association of America.  Zwischen 1981 und 1984 war sie wissenschaftliche Mitarbeiterin am US-Bildungsministerium, wo sie im Office of Educational Research and Improvement tätig war. 1983 besuchte sie mit einer amerikanischen Delegation von Mathematikern die Volksrepublik China, um die Mathematik in China zu studieren. 1985 war sie Mitbegründerin und von 1985 bis 1996 Präsidentin der Internationalen Studiengruppe für Ethnomathematik. 1992 war sie im Rahmen des jährlichen Joint Mathematics Meetings der National Association of Mathematicians die zweite Rednerin und erste Frau, die eine Cox-Talbot-Vorlesung hielt, die zu Ehren des ersten und vierten Afroamerikaners benannt wurde, die in Mathematik promovierten. Ab 2008 war sie Präsidentin von Math-Tech, einem Unternehmen, das sich zum Ziel gesetzt hat, insbesondere für Frauen und Minderheiten effektivere Lehrpläne für Mathematik zu erstellen.
Ab 2011 lebte sie in Milwaukee, Wisconsin. Sie starb dort am 25. August 2021 im Alter von 93 Jahren.

## Veröffentlichungen (Auswahl)
- mit Luna I. Mishoe: On the Limit of the Coefficients of the Eigenfunction Series Associated with a Certain Non-self-adjoint Differential System. Proceedings of the American Mathematical Society 7.2, 1956, S. 260.
- mit Luna Mishoe: On the Uniform Convergence of a Certain Eigenfunction Series. Pacific Journal of Mathematics 6.2, 1956, S. 271–78.
- Mathematical Patterns in African American Hairstyles. Presented at the 77th Annual Meeting of the National Council of Teachers in Mathematics, 1998.
- Ethnomathematics: An African American Perspective On Developing Women In Mathematics. In Changing the Faces of Mathematics: Perspectives on Gender. National Council of Teachers of Mathematics, 2001, ISBN 978-0-87353-496-3[4].